# 大立目盛行
大立目 盛行（おおだつめ もりゆき）は、江戸時代中期の武士。仙台藩重臣・大立目氏（二階堂氏庶流）当主。『改訂増補 大武鑑 中巻』掲載の天明年間刊行の武鑑において仙台藩奉行（他藩の家老に相当）に｢大立目下野｣の名が見える。

## 生涯
享保7年（1722年）、仙台藩重臣・亘理元篤の二男として誕生。大立目成紹の養子となり家督を継ぐ。正室は大町章頼娘。
延享元年（1744年）に大番頭、宝暦7年（1757年）に若年寄、宝暦8年（1758年）に奉行職に就任する。のちに病により辞職するが、安永2年（1773年）3月に安永疑獄が発生すると、閏3月19日に盛行が奉行職に再起用され、7月に奉行職代行を命じられた婿の若年寄・秋保氏盛と共に事後処理に当たった。また安永4年（1775年）には同事件により改易された葛西清胤の居館である桃生郡飯野川所を拝領し、以後大立目氏は幕末に至るまで飯野川を領した。
天明3年（1783年）に奉行職を辞し、嫡男・成篤に家督を譲って隠居する。
寛政4年（1792年）2月29日死去。享年71。旧屋敷所在地の姥ヶ沢に葬られる。